# Георги Парадов
 Тази статия е за кукушкия деец на ВМОРО.  За дееца на протогеровисткото крило на ВМРО вижте Георги Наков (ВМРО).  
Георги (Гоне) Наков Парадов е български революционер, войвода на Вътрешната македоно-одринска революционна организация.

## Биография
Парадов е роден на 7 април 1870 година в кукушкото село Гавалянци, тогава в Османската империя, днес Валтуди, Гърция. Занимава се със земеделие и риболов. Влиза във ВМОРО в 1896 година и действа като куриер – посреща и изпраща четата, пренася писма, оръжие, динамит. След сражението при Баялци на 4 февруари 1901 година на четата на Христо Чернопеев, в което загиват няколко четници, а войводата е ранен, избухва Баялската афера и Наков е принуден да излезе в нелегалност. Действа с четите на Кукушкия и на Поройския революционен район. След оздравяването на Чернопеев Наков действа с четата на Струмишия революционен район. Оттегля се в Свободна България с четите на Чернопеев, Кръстьо Асенов и Гоце Делчев. В средата на август 1901 година навлиза в Македония с четата на Гоце Делчев. Делчев от Горноджумайско заминава за Западна Македония, а Парадов остава с Чернопеев и Асенов в Горноджумайско и Мехомийско. Взема участие в пленяването на американската мисионерка Елън Стоун през август 1901 година.
До 1903 година Парадов действа с четата на Чернопеев и Асенов в Горноджумайско, Малешевско и Струмишко. В края на 1902 година е в България, а през януари 1903 година навлиза в Македония с четата на Гоце Делчев. В Неврокопско той заедно с Гоне Гудов, Трайко Станков, Арнаутина, Христо Стаменов и други заминава за Кукушкия революционен район към средата на март 1903 година. Като четник в районната чета на Кръстьо Асенов участва в подготовката на въстание. След 11 май една част от четата, под войводството на Парадов е открита от османска войска при село Грамадна и води еднодневно сражение, в което загиват 11 четници и остават живи само трима, сред които е Парадов, ранен в крака.
На 28 юни 1903 година се сражава при село Мутулово. Участва в Илинденско-Преображенското въстание в 1903 година в отряда на Кръстьо Асенов.
Завръща се в Гавалянци след амнистията от пролетта на 1904 година и отново се захваща с революционна дейност като легален деец. Ръководи милицията на околните села и подпомага районната чета на Санде Китанов.
По време на Балканската война, на 3 март 1913 година Парадов е доброволец в Македоно-одринското опълчение и служи в Кукушката чета и Втора рота на Тринадесета кукушка дружина.
Умира на 1 ноември 1938 година в Свищов.
На 5 март 1943 година вдовицата му Мария на 73 години, родом от Беглерия, Кукушко, и жителка на Свищов, подава молба за българска народна пенсия, която е одобрена и пенсията е отпусната от Министерския съвет на Царство България.